# Brouilla
Brouilla (în catalană Brullà) este o comună în departamentul Pyrénées-Orientales din sudul Franței. În 2009 avea o populație de 1.037 de locuitori.

## Evoluția populației
| An        | 1975 | 1982 | 1990 | 1999 | 2006 | 2009  |
| --------- | ---- | ---- | ---- | ---- | ---- | ----- |
| Populație | 564  | 616  | 565  | 630  | 965  | 1.037 |